# Penélope Cruz
Penélope Cruz Sánchez (Madrid, 28 april 1974) is een Spaanse filmactrice. Cruz won in 2009 onder meer een Oscar en een BAFTA Award voor de beste vrouwelijke bijrol voor haar rol in Vicky Cristina Barcelona. Cruz was in 2007 ook al genomineerd voor een Oscar, in 2010 en 2022 nogmaals.

## Biografie
Als kind was ze danseres en verliet ze de middelbare school om een danscarrière op te starten. Ze studeerde klassiek ballet aan het Nationaal Conservatorium in Madrid, en theater op de school van Cristina Rota in New York.
Haar eerste films waren in het Spaans. Haar film Belle Époque won een Oscar voor beste niet-Engelstalige film. Ze speelde naast Matt Damon in All the Pretty Horses en met Tom Cruise in Vanilla Sky, een remake van het Spaanstalige Abre los ojos, waarin ze hetzelfde personage speelt.
In 2011 kreeg Cruz een ster op de Hollywood Walk of Fame.

### Privéleven
Cruz was verloofd met Tom Cruise, maar tot een bruiloft kwam het niet. Begin juli 2010 trouwde ze in het diepste geheim met acteur Javier Bardem, met wie ze in 2007 een relatie kreeg. Ze hebben een zoon en een dochter.

## Filmprijzen
Cruz won in 2009 onder meer de Oscar voor de beste vrouwelijke bijrol en een BAFTA Award voor haar optreden in Vicky Cristina Barcelona. Ook voor haar rollen in Volver en Nine kreeg ze een Oscarnominatie, respectievelijk voor beste actrice en beste vrouwelijke bijrol. Voor Volver won ze een César en een European Film Award.
- Oscar voor beste vrouwelijke bijrol (voor Vicky Cristina Barcelona )
- BAFTA Award - beste vrouwelijke bijrol (voor Vicky Cristina Barcelona)
- Boston Society of Film Critics Award - beste vrouwelijke bijrol (voor Vicky Cristina Barcelona)
- Gaudi Award - beste vrouwelijke bijrol (voor Vicky Cristina Barcelona)
- Premio Goya voor beste vrouwelijke bijrol (voor Vicky Cristina Barcelona)
- Gotham Award - beste cast (voor Vicky Cristina Barcelona)
- Film Independent Spirit Award - beste vrouwelijke bijrol (voor Vicky Cristina Barcelona)
- Kansas City Film Critics Circle Award - beste vrouwelijke bijrol (voor Vicky Cristina Barcelona)
- Los Angeles Film Critics Association Awards - beste vrouwelijke bijrol (voor Vicky Cristina Barcelona)
- National Board of Review Award - beste vrouwelijke bijrol (voor Vicky Cristina Barcelona)
- New York Film Critics Circle Award - beste vrouwelijke bijrol (voor Vicky Cristina Barcelona)
- Filmfestival van Cannes - beste actrice (voor Volver)
- European Film Award - beste actrice (voor Volver)
- Empire Award - beste actrice (voor Volver)
- Cinema Writers Circle Awards (Spanje) - beste actrice (voor Volver)
- Fotogramas de Plata - beste actrice (voor Volver)
- Premio Goya voor beste actrice (voor Volver)
- European Film Award - beste actrice (voor Non ti muovere)
- David di Donatello Award - beste actrice (voor Non ti muovere)
- Fotogramas de Plata - beste actrice (voor La niña de tus ojos)
- Premio Goya voor beste actrice (voor La niña de tus ojos)
- Hollywood Film Festival - actrice van het jaar (2006)

## Filmografie
| Filmografie als actrice |                                             |
| Jaar                    | Titel                                       |
| 2022                    | L'Immensità                                 |
| 2022                    | The 355                                     |
| 2021                    | Competencia oficial                         |
| 2021                    | Madres paralelas                            |
| 2019                    | Wasp Network                                |
| 2019                    | Dolor y gloria                              |
| 2018                    | Todos lo saben                              |
| 2017                    | Murder on the Orient Express                |
| 2017                    | Loving Pablo                                |
| 2016                    | La reina de España                          |
| 2016                    | Grimsby                                     |
| 2016                    | Zoolander 2                                 |
| 2015                    | Ma ma                                       |
| 2013                    | The Councelor                               |
| 2013                    | Los amantes pasajeros                       |
| 2012                    | Venuto al mondo                             |
| 2012                    | To Rome with Love                           |
| 2011                    | Pirates of the Caribbean: On Stranger Tides |
| 2010                    | Sex and the City 2                          |
| 2009                    | Nine                                        |
| 2009                    | G-Force                                     |
| 2009                    | Los abrazos rotos                           |
| 2008                    | Manolete                                    |
| 2008                    | Vicky Cristina Barcelona                    |
| 2008                    | Elegy                                       |
| 2007                    | The Good Night                              |
| 2006                    | Volver                                      |
| 2006                    | Bandidas                                    |
| 2005                    | Chromophobia                                |
| 2005                    | Sahara                                      |
| 2004                    | Head in the Clouds                          |
| 2004                    | Noel                                        |
| 2004                    | Non ti muovere                              |
| 2003                    | Gothika                                     |
| 2003                    | Fanfan la Tulipe                            |
| 2003                    | Masked and Anonymous                        |
| 2002                    | Waking Up in Reno                           |
| 2001                    | Vanilla Sky                                 |
| 2001                    | Sin noticias de Dios                        |
| 2001                    | Captain Corelli's Mandolin                  |
| 2001                    | Blow                                        |
| 2000                    | All the Pretty Horses                       |
| 2000                    | Woman on Top                                |
| 1999                    | Volavérunt                                  |
| 1999                    | Todo sobre mi madre                         |
| 1998                    | The Hi-Lo Country                           |
| 1998                    | La niña de tus ojos                         |
| 1998                    | Talk of Angels                              |
| 1998                    | The Man with Rain in His Shoes              |
| 1998                    | Don Juan                                    |
| 1997                    | Abre los ojos                               |
| 1997                    | Carne trémula                               |
| 1997                    | Et hjørne af paradis                        |
| 1996                    | El amor perjudica seriamente la salud       |
| 1996                    | Más que amor, frenesí                       |
| 1996                    | La Celestina                                |
| 1996                    | Brujas                                      |
| 1995                    | El efecto mariposa                          |
| 1995                    | Entre rojas                                 |
| 1994                    | Todo es mentira                             |
| 1994                    | Alegre ma non troppo                        |
| 1993                    | Per amore, solo per amore                   |
| 1993                    | La ribelle                                  |
| 1993                    | El laberinto griego                         |
| 1992                    | Belle Époque                                |
| 1992                    | Jamón Jamón                                 |